# Краибас
Краибас е град – община в централната част на бразилския щат Алагоас. Намира се в статистико-икономическия регион Агрести Алагоану. Населението на общината към 2010 г. е 22 643 души, а територията ѝ е около 275,325 кв. км.
Краибас граничи с общините Игаси на север и изток, Жараматая на запад, Мажор Исидору на северозапад, Арапирака на югоизток и Жирау ду Понсиану на югозапад.

## История
Между 1865 и 1892 земите на Краибас са собственост на първия заселник по тези места – Мануел да Силва Санто, който ги закупува през 1865 от Фелипе де Лима. Това са главно обширни гори от Краибейра (Curatella americana), чието име по-късно приема и градът. След смъртта на съпругата на Да Силва Санто, през 1892, земите на земевладелеца са разделени между неговите наследници. Окончатено Краибас придобива очертанията на селище в началото на XX век. По това време Краибас е част от общината Лимуейру джи Анадиа. Бързото социално-икономическо развитие на селището детерминира и неговата политико-администартивна еманципация – с щатски закон от 28 август 1962 Краибас е обявен за самостоятелна община.

## Икономика
Основният поминък в общината е земеделието, като тютюнът, памукът и фасулът са основните култури, които се отглеждат на територията ѝ. В последните десетилетия на територията на общината се разработват няколко рудника, чиято експлоатация от компанията Vale Verde съвместно с канадската Aura Minerals осигурява допълнителни работни места и допринася за благоустройството на града.